# WZ Андромеды
WZ Андромеды  (лат. WZ Andromedae) — двойная затменная переменная звезда типа Беты Лиры (EB) в созвездии Андромеды на расстоянии приблизительно 1750 световых лет (около 537 парсеков) от Солнца. Видимая звёздная величина звезды — от +12m до +11,16m. Орбитальный период — около 0,6957 суток (16,696 часов).

## Характеристики
Первый компонент — жёлто-белая звезда спектрального класса F5. Радиус — около 2,17 солнечных, светимость — около 6,578 солнечных. Эффективная температура — около 6269 K.
Второй компонент — жёлтая звезда спектрального класса G3.
Суммарная масса первого и второго компонентов — около 2,27 солнечных.
Предполагаемый третий компонент — красный карлик спектрального класса M3. Масса — не менее 0,37 солнечных.
Предполагаемый четвёртый компонент — красный карлик спектрального класса M5. Масса — не менее 0,21 солнечных.